# 에위프 잔 (권투 선수)
에위프 잔(튀르키예어: Eyüp Can, 1964년 8월 3일~)은 튀르키예의 전직 권투 선수이다. 1984년 하계 올림픽에서 플라이급 동메달을 획득했으며 세계 선수권 대회에서 동메달 1개를 획득했다.